# Mons Peregrinus
Mons Peregrinus (Pilgersberg) war eine Burg der Kreuzfahrer nahe der Stadt Tripolis im Libanon. Sie liegt auf einem Hügel etwa fünf Kilometer landeinwärts. Die Burg diente als zentrale Basis der Kreuzfahrer zur Eroberung und Kontrolle der Stadt und ihres Umlandes.

## Geschichte
Raimund IV. von Saint-Gilles, Graf von Toulouse, verfolgte im Anschluss an den Ersten Kreuzzug eigene Interessen, die weniger auf Jerusalem, sondern mehr auf die Schaffung eines eigenen Fürstentums gerichtet waren. Insbesondere beabsichtigte er ein Gegengewicht zum von Bohemund von Tarent errichteten Fürstentum Antiochia zu schaffen. Er hatte bereits 1102 den Hafen Tortosa (Tartus) besetzt und belagerte seitdem erfolglos die Stadt Tripolis.
Um dieser Belagerung Nachdruck zu verleihen, begann er in den letzten Monaten des Jahres 1103 mit der Errichtung der Burg – ihr Bau gilt als Beginn der Grafschaft Tripolis – wobei er Steinmetzen und Baumaterial aus Zypern von den Byzantinern als Gegenleistung dafür geliefert bekam, dass er zuvor Tankred von Hauteville davon abgehalten hatte, Latakia anzugreifen. Bereits im Frühjahr 1104 war die Burg fertig – und Raimunds Sohn Alfons Jordan hier bereits zur Welt gekommen. Raimund gab der Burg den Namen Pilgersberg, auf islamischer Seite wurde sie hingegen Qalat Sandschil genannt, Burg von Saint-Gilles.
Die Burg schnitt Tripolis von den Landwegen ab, nicht aber von den Seewegen. Trotzdem griffen die Städter im Spätsommer 1104 Pilgersberg an, brannten alles zwischen der Stadt und der Burg nieder, wobei Raimund IV. im Verlauf der Kämpfe Brandverletzungen erlitt, an deren Folgen er ein halbes Jahr später, am 28. Februar 1105 starb. Die Auseinandersetzungen um seine Nachfolge trugen mit dazu bei, dass die Belagerung von Tripolis erst am 12. Juli 1109 mit der Einnahme der Stadt beendet werden konnte.
Die Burg wurde bei der Eroberung von Tripolis durch die Mamluken 1289 zerstört und wurde 1307/08 vom Emir Essendemir Kurgi wiedererrichtet.
Unter dem osmanischen Sultan Suleiman dem Prächtigen fanden weitere Ausbauten statt. Im frühen 19. Jahrhundert wurde die Zitadelle unter dem osmanischen Gouverneur von Tripolis Mustafa Agha Barbar restauriert. Nur noch ein Teil der Grundmauern sowie die Westmauer der Zitadelle stammen aus der Kreuzfahrerzeit. Heute liegt die Ruine nicht mehr außerhalb der Stadt, sondern im Kern des neuen Tripolis, da Tripolis 1289 durch die Mamluken vollständig zerstört und entvölkert wurde und die Neugründung der Stadt nicht exakt an der alten Stelle, sondern am Fuß der zerstörten Kreuzfahrerburg erfolgte.

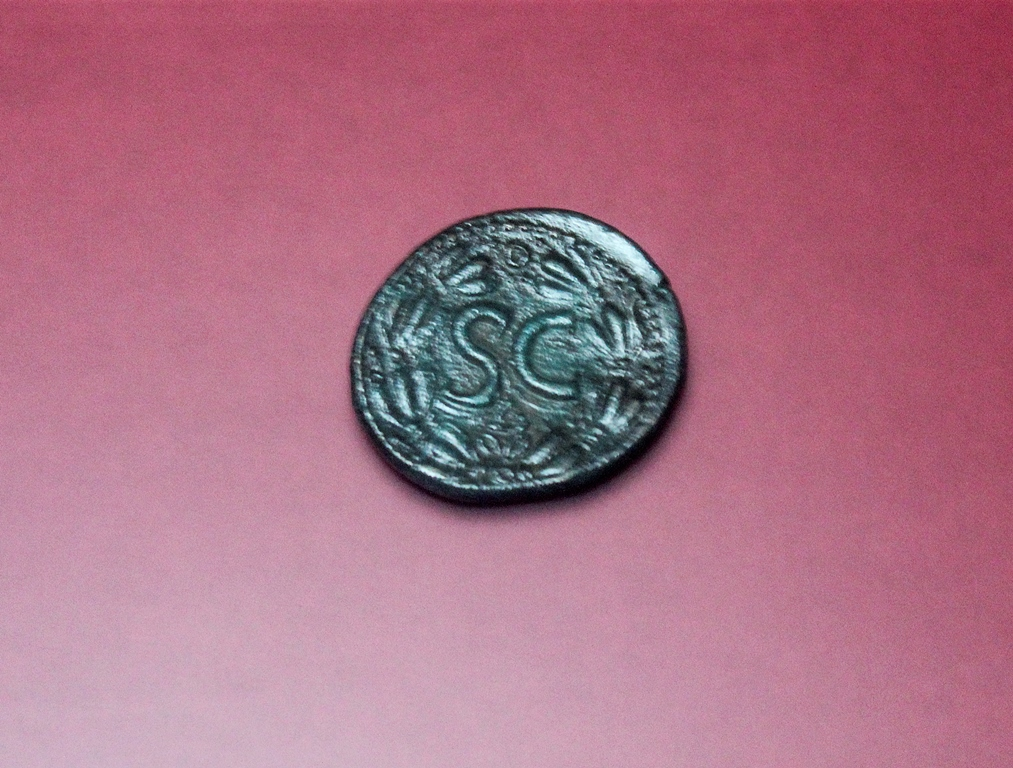
Münze aus Tripolis Libanon, 2. Jahrhundert v. Chr., ausgestellt im Nord-Libanon & Akkar Museum

## Nord-Libanon & Akkar Museum
Die Burg beherbergt heute das Nord-Libanon & Akkar Museum. Das kleine Museum verfügt über eine bemerkenswerte numismatische Sammlung, die die meisten Epochen von Hellenen bis Ayyubiden umfasst.